# هيلين غاردنر
هيلين غاردنر (بالإنجليزية: Helen Gardner)‏ هي كاتبة سيناريو وممثلة أمريكية، ولدت في 2 سبتمبر 1884 في الولايات المتحدة، وتوفيت بنفس المكان في 20 نوفمبر 1968.

## وصلات خارجية
- هيلين غاردنر على موقع IMDb (الإنجليزية)
- هيلين غاردنر على موقع أول موفي (الإنجليزية)
- هيلين غاردنر على موقع قاعدة بيانات برودواي على الإنترنت (الإنجليزية)
- هيلين غاردنر على موقع قاعدة بيانات الأفلام السويدية (السويدية)
- هيلين غاردنر على موقع قاعدة بيانات الفيلم (الإنجليزية)
- هيلين غاردنر على موقع كينوبويسك (الروسية)